# Epilepsia gelástica
La epilepsia gelástica es una forma poco frecuente de epilepsia no convulsiva que se manifiesta por incontrolables ataques de risa. Esta enfermedad es algo más frecuente en niños que en niñas. Suele aparecer a los tres o cuatro años de edad. Un 0,2 por ciento de la población ha sufrido o sigue sufriendo este tipo de epilepsia.

## Patología
La epilepsia gelástica causa ataques de risa violentos y descontrolados, en la mayor parte de los casos involuntarios.  El término proviene del griego "gelastikos" que significa literalmente risa. Se presenta más comúnmente en niños que en niñas. Las áreas del cerebro que dan lugar a la epilepsia gelástica son el hipotálamo, el lóbulo temporal y el lóbulo frontal.

## Causas
La causa más común es la aparición de un hamartoma en el hipotálamo.
Un hamartoma es un crecimiento benigno tumoral no canceroso compuesto por una mezcla anormal de células y tejidos que normalmente se encuentra en el área del cuerpo donde ocurre el crecimiento.
En la mayoría de casos suelen ser tumores benignos que crecen a un ritmo bastante lento y no presentan metástasis.
El cuadro clínico en niños mayores que tienen epilepsia gelástica causada por un hamartoma hipotalámico también presentan problemas de aprendizaje y de comportamiento que suelen empeorar en la adolescencia media o tardía.

## Síntomas
Las convulsiones pueden presentarse a cualquier edad aunque suceden mayoritariamente antes de los 3 o 4 años de edad.  Los ataques de risa comienzan con una risa que a menudo se describe como "hueca" o "vacía" y desagradable aunque a veces puede sonar como la risa normal de un niño.
La risa ocurre repentinamente, aparece sin razón obvia y, por lo general, impertinente.  En ocasiones los niños mayores pueden predecir la aparición de las convulsiones experimentando sensaciones de miedo u olores y sabores desagradables justo antes de que ocurran.  Estas sensaciones se han descrito también en otros tipos de Epilepsia y se conocen con el nombre de "aura" (una sensación peculiar que avisa de la proximidad de los ataques).
La risa generalmente dura de 30 a 45 segundos y se detiene repentinamente. Puede ser seguida por signos que se ven con mayor frecuencia en las crisis focales, por ejemplo: 
- Movimientos hacia un lado u otro de los ojos y la cabeza.

- Automatismos (chasquear los labios, murmurar o mover las manos).

- Alteraciones de la conciencia (alucinaciones).

- Desoír a las personas.

Dentro de las convulsiones gelásticas pueden presentarse de otro tipo como: tónico-clónicas que cursan con rigidez todo el cuerpo y sacudidas de brazos y piernas con pérdida de la conciencia; y las atónicas en las que se produce debilidad de todos los músculos del cuerpo.

## Diagnóstico
Los episodios de la risa se pueden confundir con trastornos del comportamiento o emocionales incluso en niños con dificultades de atención (hiperactividad) o características del espectro autista.
Es menester la práctica de un electroencefalograma para detectar anomalías focales y generalizadas  (ondas agudas y ondas lentas) también pueden hacer uso de marcadores tumorales. Es posible que una tomografía computarizada del cerebro no muestre tumores muy pequeños por lo que la exploración debe realizarse a través de resonancia magnética.

## Tratamiento
La vía más común es farmacológica, que incluye medicamentos efectivos en el tratamiento de las convulsiones focales. Sin embargo ningún fármaco puede detener todas las convulsiones gelásticas.
En los casos en que el tumor se encuentre en el hipotálamo la vía de la cirugía es la más recomendable.  Normalmente luego de la intervención los niños necesitan de aportes adicionales que pueda ayudarles en el desarrollo de las áreas de aprendizaje y comportamiento social.